# Эйзелен, Иоганн Христофор
Иоганн Христофор Эйзелен (1752 — 4 мая 1816, Берлин) — немецкий геолог.

## Биография
Иоганн Христофор Эйзелен родился в 1752 году. Был сначала служащим в Ротенбурге, в 1788 году получил назначение в Горную службу Пруссии. Получил известность своими исследованиями о добывании торфа и применении его для различных технических целей, которые в своё время считались ценными и поучительными.
Наиболее важные из его работ: «Handbuch oder ausführliche theoretisch-praktische Anleitung zur näheren Kenntniss des Torfwesens» (1795); «Ausführliche Abhandlung insonderheit über das Steinkalkbrennen mit Torf, dessen Anwendung beim Mergel- und Ziegelbrennen zur Schonung der Wälder» (1793); «Beitrag zur Anwendung des Wassers auf unterschlächtige sogen. Kropfräder» (1800); «Ueber die Naturkunde der Torfs, dessen Eintheilung in Moorarten und Classen rücksichtlich auf Brennmaterial» (Берлин, 1815); «Betrachtungen und Aufschlüsse über den Torf als Baumaterial» (1816).
Иоганн Христофор Эйзелен умер 4 мая 1816 года в городе Берлине.